# Cypripedium reginae
Cypripedium reginae är en orkidéart som beskrevs av Thomas Walter. Cypripedium reginae ingår i släktet guckuskor, och familjen orkidéer. Inga underarter finns listade i Catalogue of Life.

## Bildgalleri

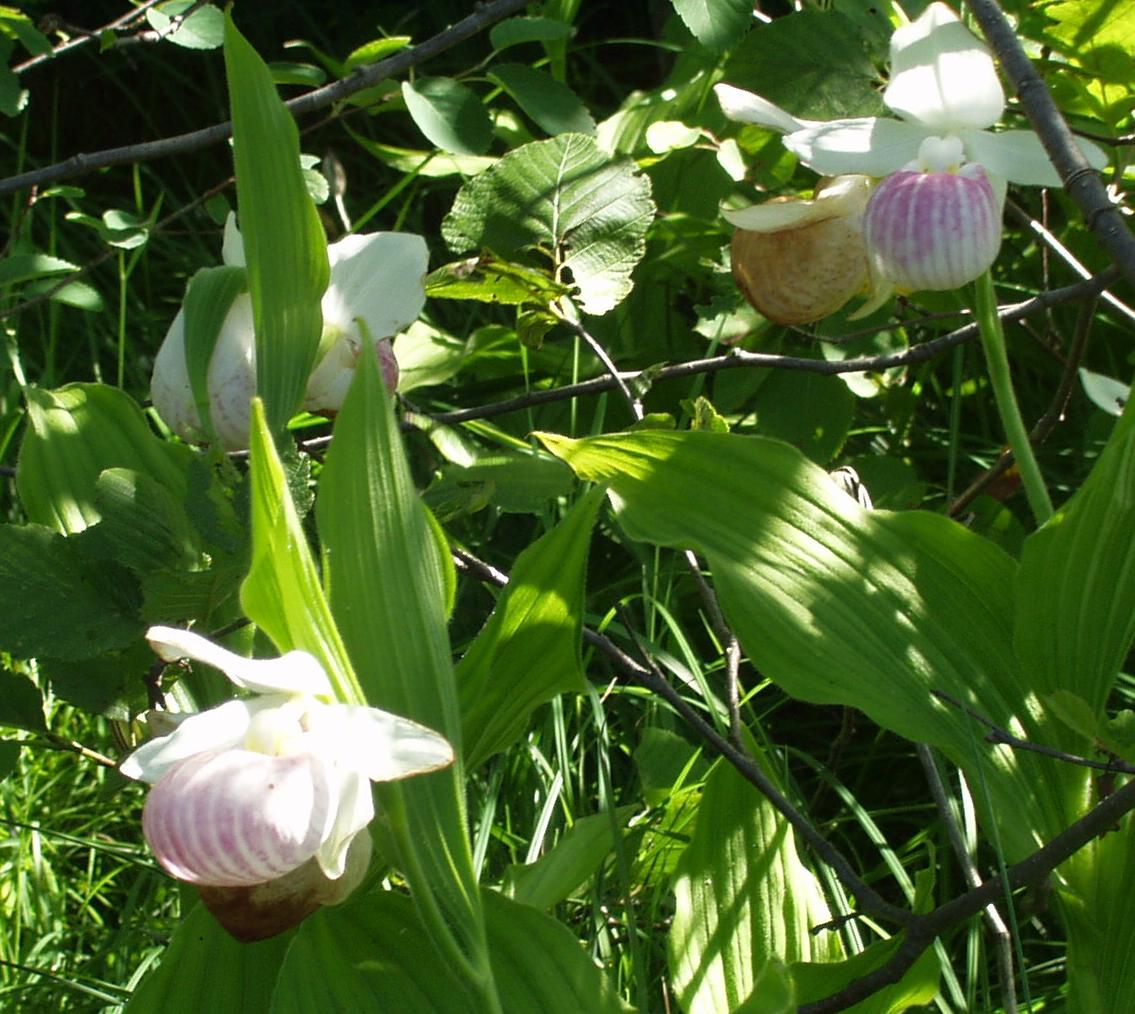
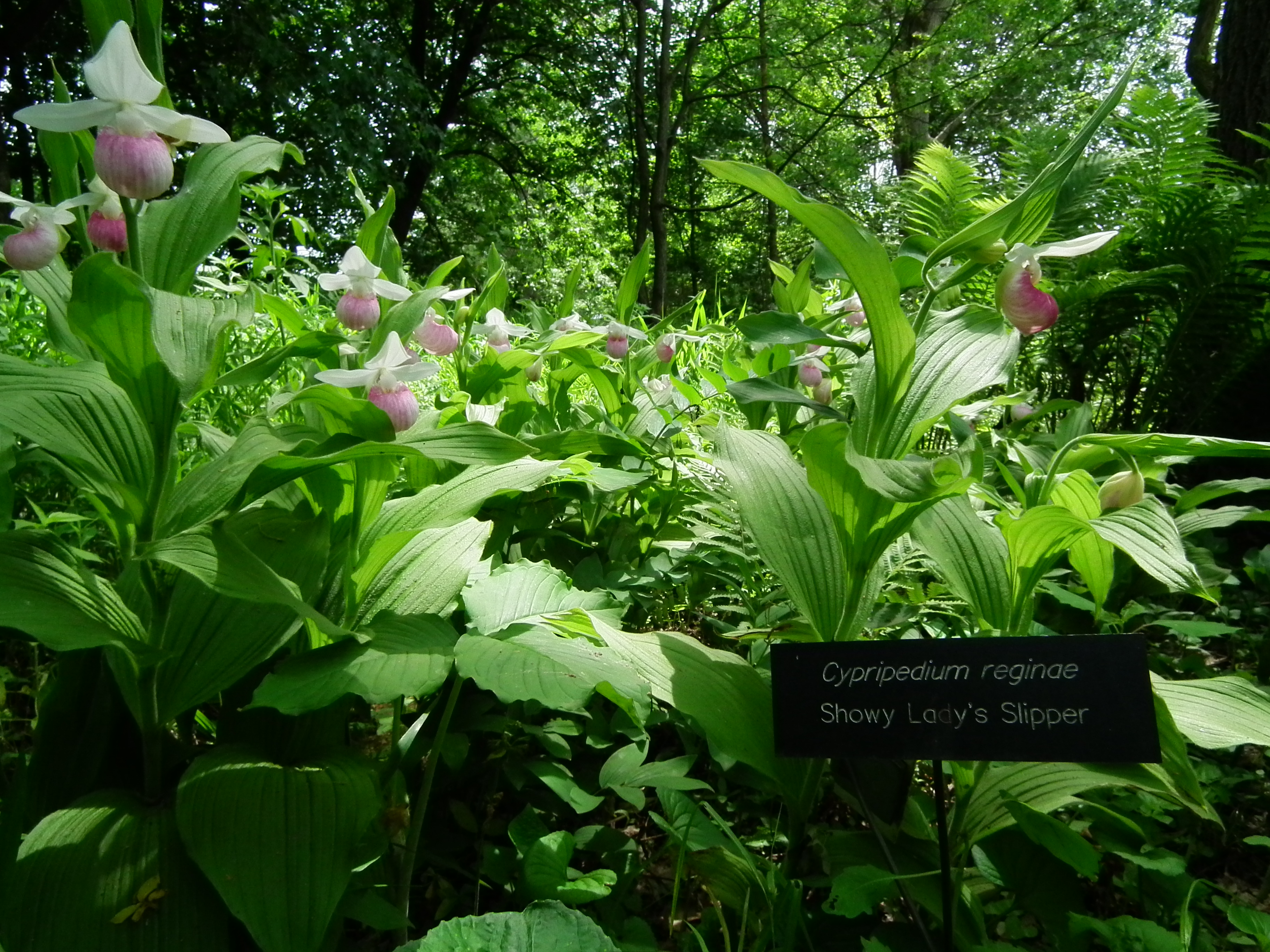
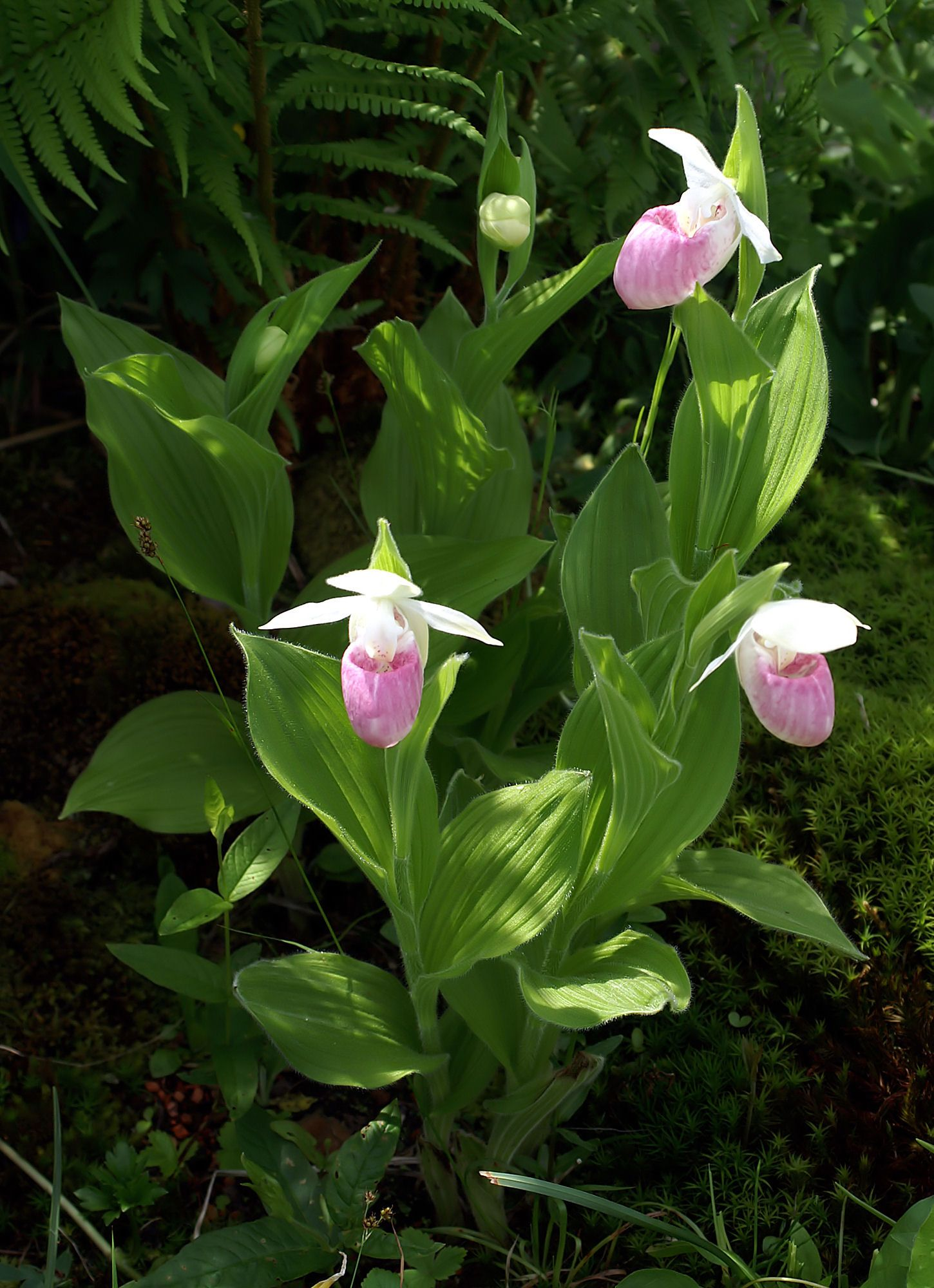
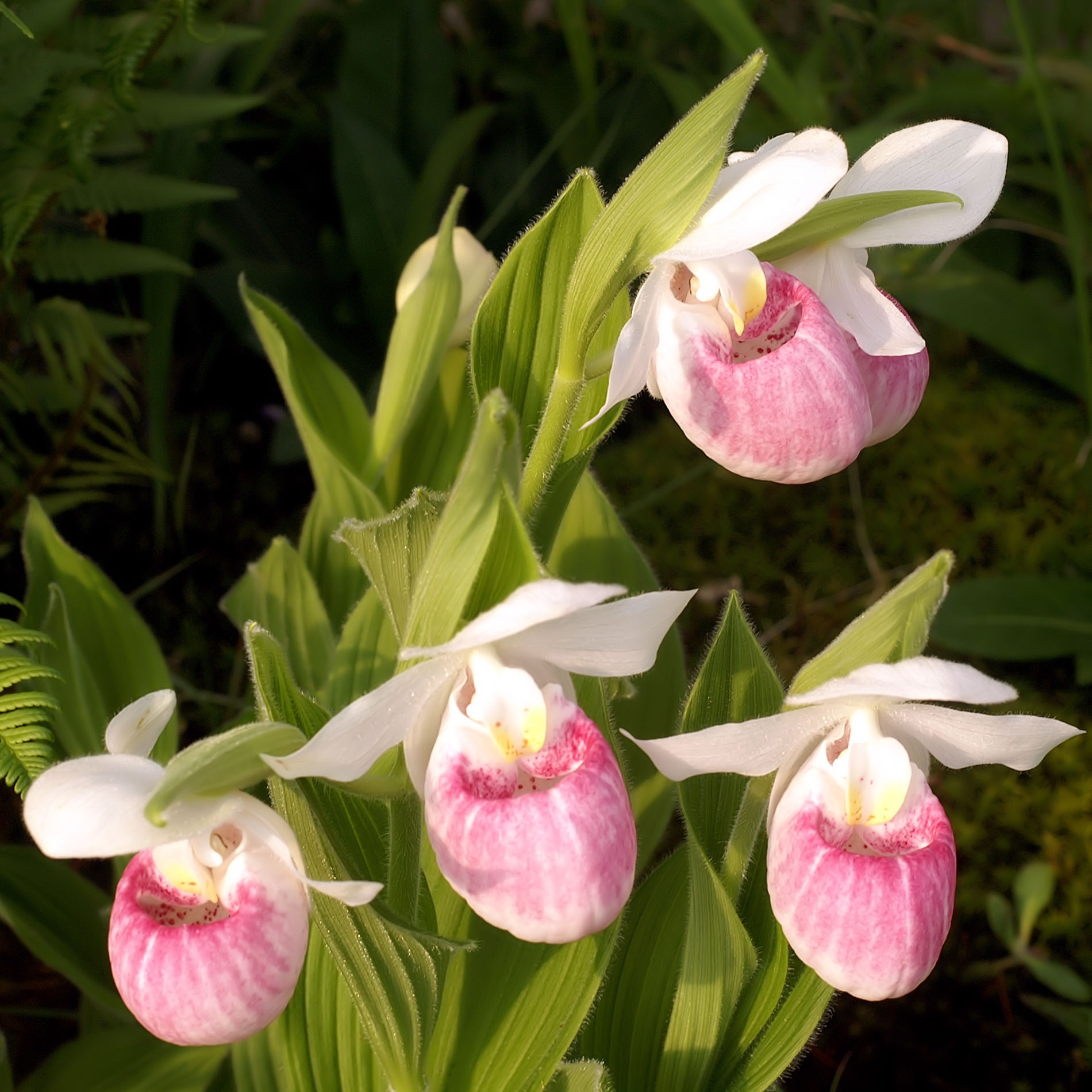
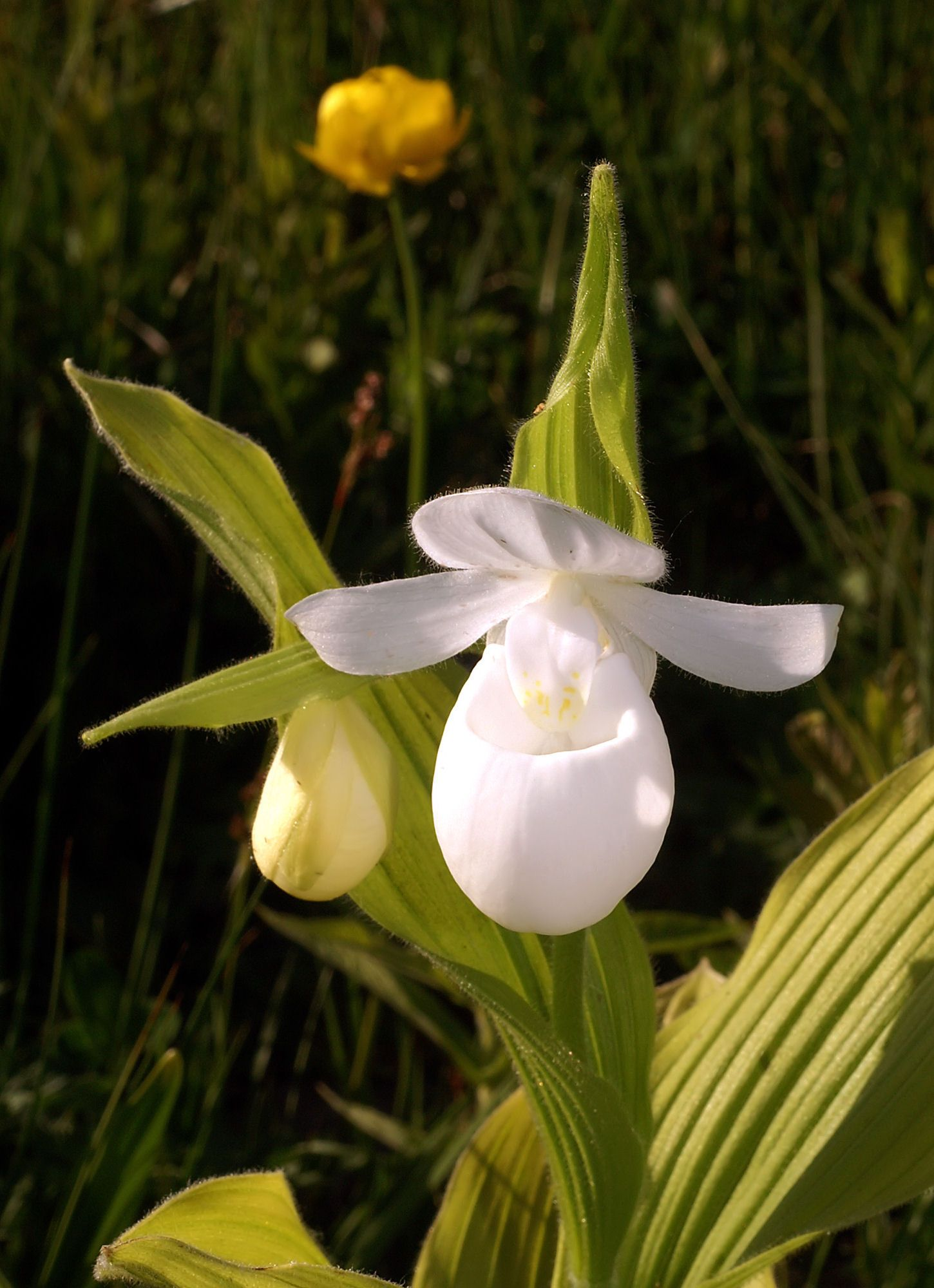
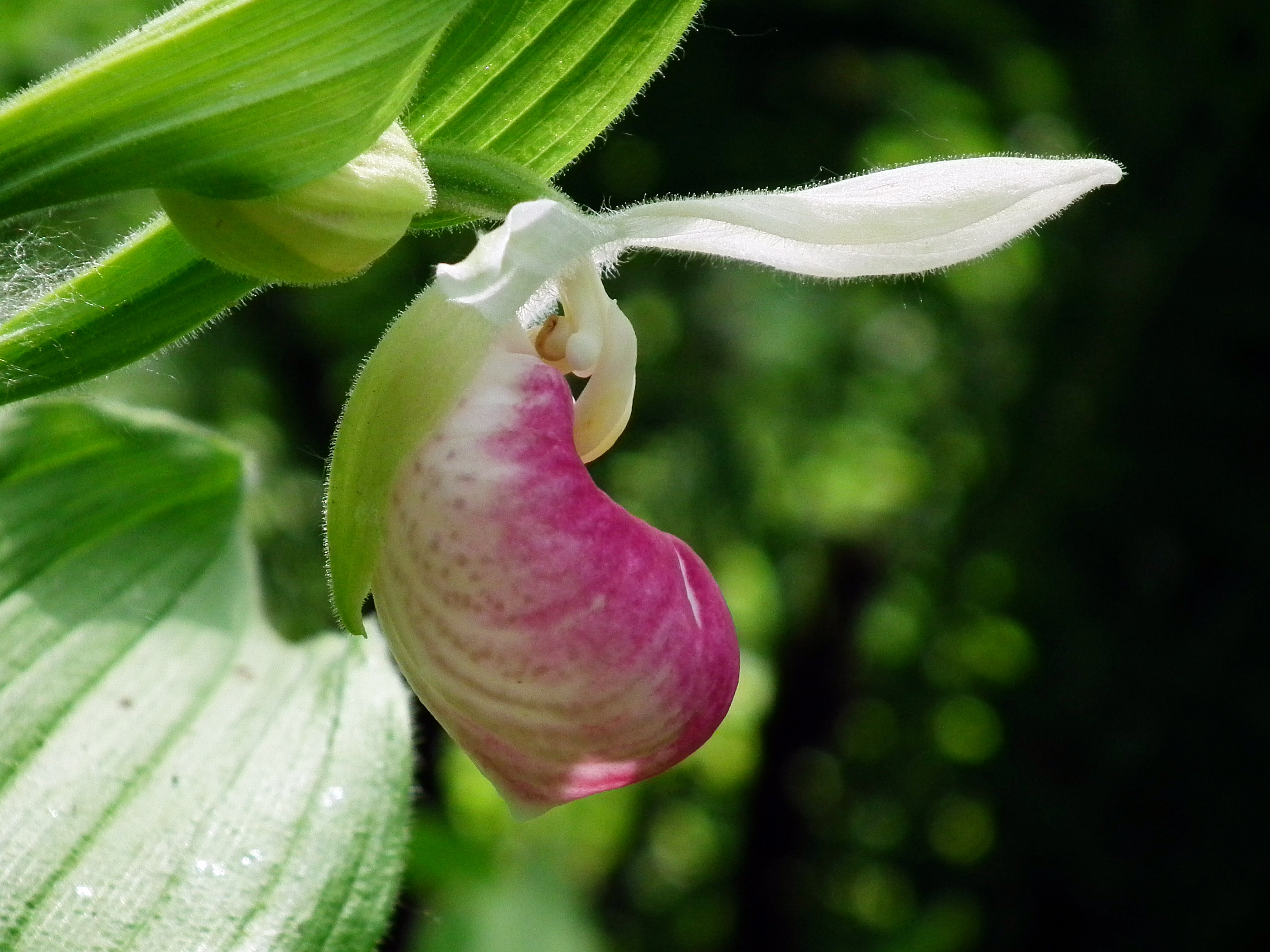